# The Cowboy's Ruse

The Cowboy's Ruse est un film muet américain réalisé par Allan Dwan et sorti en 1911.

## Fiche technique
- Réalisation : Allan Dwan
- Date de sortie : États-Unis : 15 juin 1911

## Distribution
- J. Warren Kerrigan : Walter Pierce
- Pauline Bush : Nellie Norris
- Jack Richardson
- Louise Lester